# Primer Anton
Primer Anton je bila vojaška okupacija Vichyjske Francije, ki sta jo 11. novembra 1942 izvedli Nacistična Nemčija in Fašistična Italija. To je zaznamovalo nominalni konec Vichyjskega režima, neodvisne francoske države in razpustitev njene vojske, vendar je Vichyjska vlada kljub temu nadaljevala svoj obstoj kot marionetna vlada v okupirani Franciji.    

## Ozadje
Nemški načrt za okupacijo Vichyjske Francije je bil izdelan decembra 1940 pod kodnim imenom Operacija Atila in kmalu so se pojavile ideje, da bi to storili z operacijo Camellia, načrtom za okupacijo Korzike. Operacija Anton je posodobila prvotno operacijo Attila, vključno z različnimi nemškimi enotami in dodatnim italijanskim sodelovanjem. 
Za Adolfa Hitlerja je bil glavni razlog za dovoljenje obstoja nominalno neodvisne Francije ta, da je bila v odsotnosti nemške pomorske premoči edino praktično sredstvo za zavrnitev opravljanja francoskih kolonij zaveznikom. Vendar pa je zavezniško izkrcanje v francoski severni Afriki 8. novembra 1942 povzročilo, da je ta razlog zastarel, še posebej, ker je hitro postalo očitno, da Vichyjska vlada nima niti politične volje niti praktičnih sredstev, da bi preprečila francoskim kolonialnim oblastem, da bi se podredile zavezniški okupaciji. Poleg tega je Hitler vedel, da ne more tvegati izpostavljene situacije na francoskem delu Sredozemlja. Po zadnjem pogovoru z ministrom francoske Vichyjske vlade Pierrom Lavalom je Hitler 11. novembra zgodaj zjutraj ukazal nemškim enotam zasedbo Korzike in zatem še zasedbo Vichyjske Francije. 

## Operacija
10. novembra 1942 zvečer so nemške in italijanske sile zaključile s pripravami na izvedbo primera Anton. 11. novembra je 1. nemška armada prodrla z atlantske obale vzporedno s špansko mejo, 7. armada pa je vdrla iz okupiranega dela Francije proti Vichyju in Toulonu pod poveljstvom generala Johannesa Blaskowitza. Italijanska 4. armada je zasedla francosko obalo in italijanska divizija je zavzela tudi Korziko. 11. novembra pozno popoldne so nemški tanki dosegli francosko sredozemsko obalo. 
Nemci so načrtovali izvesti operacijo Lila, da bi zajeli nedotaknjene demobilizirane ladje francoske mornarice pri Toulonu. Francoskim mornariškim poveljnikom je uspelo Nemce s pogajanji, ki so vključevale tudi pretepe, zadržati dovolj dolgo, da so 27. novembra uničili njihove ladje, preden so jih Nemci lahko zasegli, s čimer so preprečili, da bi tri bojne ladje, sedem križark, 28 rušilcev in 20 podmornic padle v roke silam osi. Kljub razočaranju nemškega mornariškega vojnega štaba je Hitler menil, da je izguba ladij francoske mornarice zapečatila uspeh operacije Anton, saj je uničenje ladij zanikal Charles de Gaulle, voditelj Svobodne Francije. 
Vichyjska Francija je svoj odpor omejila na radijske oddaje, ki so nasprotovale kršitvi premirja iz leta 1940. Nemška vlada je nasprotovala, da so Francozi tisti, ki so prvi kršili premirje, saj niso ponudili odločnega odpora zavezniškim izkrcanjem v Severni Afriki. 50.000-članska francoska vichyjska vojska je zavzela obrambne položaje okoli Toulona, a ko se je soočila z nemškimi zahtevami po razpustitvi, je to storila, ker ni imela vojaške zmogljivosti, da bi se uprla silam osi. 

## Posledice
Čeprav je postala malo več kot marionetna vlada, je Vichyjska vlada še naprej izvajala nominalno civilno oblast nad celotno okupirano Francijo, razen Alzacije in Lorene, kot je to delala od leta 1940. Italijansko okupacijsko območje je bilo ukinjeno in predano nazaj Franciji po padcu Benita Mussolinija in poznejše prošnje italijanske vlade po premirju septembra 1943. Francija je od takrat ostala pod nemško okupacijo vse do osvoboditve leta 1944. 